# Bendegúz
Bendegúz est un prénom hongrois masculin d'origine hunnique.
C'est le 55e prénom masculin le plus donné en Hongrie en 2012.

## Étymologie
Nom dans les légendes hongroises de Moundzouk (en grec chez Priscus Μουνδίουχος Moundioukhos), le père d'Attila.

## Personnalités portant ce prénom
- Pour l'ensemble des articles sur les personnes portant ce prénom, consulter :
  - la liste des articles dont le titre commence par ce prénom
  - les listes produites par Wikidata : Liste des personnes de prénom « Bendegúz » — même liste en incluant les éventuels prénoms composés qui contiennent « Bendegúz ».